# 대안언론
대안언론(alternative journalism, 代案言論)은 기존 정통 언론의 지배질서를 거부하고, 시장에서의 영리 추구와 특정 당파성에서 벗어나 기존의 언론들이 보도하지 않는 사실을 비롯한 현실의 문제와 모순을 폭로하거나 그 대안을 제시하는 언론이다. '대항언론', '대안미디어', '대항미디어'라고도 불린다.

## 등장 배경

### 매스미디어에 대한 비판

#### 하버마스의 공론장이론
독일의 철학자 위르겐 하버마스는 '공론장의 구조변동' 등의 저서를 통해 공론장과 토론, 여론의 형성의 중요성에 대해 강조했다. 하버마스는 "공론장(öffentlichkeit)은 여론이 만들어질 수 있는 우리 사회 삶의 영역이며, 공론장은 모든 사람들에게 열려 있다"고 주장했다. 다시 말해 공론장은 자유로운 사적 개인이 모여 이성적이고 합리적인 소통 행위를 통해 공공선을 추구하는 이념적, 도덕적, 정치적 소통 행위의 모델인 것이다. 이러한 하버마스의 이론을 미루어 보았을 때, 대안언론은 기존과는 다른 형태의 새로운 공론장이 될 수 있다.

### 정보통신기술의 발달
정보통신기술과 미디어 플랫폼의 진화함에 따라 기존의 대안언론 또한 그 지평을 넓혔다. 신문, 라디오, 방송, 영화 등 특정한 매체를 통해서만 볼 수 있었던 콘텐츠들을 이동전화, 개인용 컴퓨터 등 휴대용 단말기에 인터넷을 통해 내려받아 언제든지 볼 수 있게 된 미디어 2.0 환경이 시작되면서 대안언론들은 콘텐츠의 유포를 위한 투자비용을 대폭 줄이고 양질의 뉴스를 생산할 수 있게 되었다.

## 개념

### 데이터저널리즘
데이터 저널리즘(Data Journalism)
CAR(Computer Asisted Reporting: 컴퓨터 활용 취재보도)을 통해 많은 양의 데이터를 수집한 후 통계적으로 분석해 보도하는 저널리즘을 말한다. 데이터 속에 감추어진 진실을 찾아내기 때문에 탐사보도 저널리즘의 가장 고급스러운 형태로 일컬어지며, 대표적으로 미국의 <뉴욕타임스>와 비영리 탐사전문 매체인 <프로퍼블리카(ProPublica)>와 영국의 <가디언>이 이를 시행하고 있다.
더불어 대안 언론과 독립 방송을 모토로 2013년 3월 1일 첫 방송을 시작한 〈뉴스타파〉 시즌3도 데이터 저널리즘을 구현할 것이라고 밝혔다. 동영상만 올라와 있었던 기존의 〈뉴스타파〉를 개편해 취재 과정의 정보공개 청구를 통해 얻은 자료 등을 인포그래픽 형태로 구현해 데이터 저널리즘을 보여주겠다는 얘기다. 또 〈뉴스타파〉 시즌3는 ‘데이터저널리즘연구소’를 통해 저널리즘 훈련도 진행할 예정이라고 말했다.

### 탐사보도
탐사보도는 영어로는 investigate journalism 이라고 일컬어진다. 탐사보도는 포괄적으로는 기자가 수사관이 되어 특정한 주제를 중점으로 수사하듯 조사 한다는것을 의미하고 있다. 하지만 아직 확실하고 확정된 정의가 없다. 아직 많은 저널리스트들이 탐사보도의 정의를 위해 많은 의견을 내고 있다. 그 예로, 스웨덴 TV 조사잡지 <Uppdrag Granskning>의 닐스 헨슨 (Nils Hanson)은 그가 출간한 책 <Grävande Journalistik>에서 중요한 접근방법, 중요한주제, 기자가 직접 주도권을 가지고 연구를 하며 스스로 분석할 것을 요구한다. 또한 콜롬비아 대학 Stabile Center for Investigative Journalism의 쉴라 코로넬(Sheila Coronel)은 조사저널리즘이 되지 않는 5가지의 조건과 되는 3가지의 조건을 제시한다. 조사저널리즘이 되지 않는 것은, 일일이 보고될때, 저널리즘이 누설될때, 단일 소스일때, 정보가 오용되었을 때 그리고 파파라치 저널리즘일때이다. 반대로 조사저널리즘으로 적합한것은 워치독(감시장치) 저널리즘, 법률과 규정을 위반하는 방법이 노출되어 있는 저널리즘 그리고 강력한 책임이 있는 저널리즘이다.

### 크라우드소싱 저널리즘
크라우드소싱 저널리즘(crowdsourcing journalism)은 '군중(Crowd)'와 외부자원 활용(Outsourcing)의 합성어로 대중이 참여하는 저널리즘의 한 방식이다. 와이어드 메거진(Wired Magazine)의 제프 하우(Jeff Howe)가 처음으로 제시한 개념이다. 크라우드 드소싱은 대중들의 정보를 바탕으로 하며 현재 한겨레, 뉴스타파와 같은 대안언론이 독자들의 제보를 받으며 크라우드소싱 저널리즘을 실천하고 있다. 크라우드소싱에 참여하는 대중들은 전문적 능력이 없어도 참여 가능하며 참여방식은 다양하다.
크라우드소싱은 결과가 아니라 과정에 가깝다고 볼 수 있다. 크라우드소싱이 저널리즘에 적용되는 방식으로는 기자들이 기획기사를 준비할 때 방대한 자료를 얻는 수단으로 활용하는 것과  포괄적인 정보를 수집하는 것 취재에 필요한 경제적 자원을 획득하는 것으로 볼 수 있다.크라우드소싱 저널리즘은 집단지성의 힘을 빌리는 방식이므로 독자들이 많은 정보를 공유하도록 동기를 부여하는 것도 중요하다.

## 한국의 대안언론

### 세월호 참사 보도
- 당시 언론보도

사고 당일 오전 11시경, 종합편성채널인 MBN을 시작으로 KBS, MBC, SBS, 채널A, YTN, 뉴스Y 등 여러 언론사가 "안산 단원고 학생 전원 구조" 소식을 보도했으나 이는 오보로 밝혀졌다. 또한 구조된 어린이의 실명을 거론하고 생존자 학생과의 인터뷰에서 친구의 사망 소식을 전하고 이를 생방송에 그대로 내보내기도 하였다.
| 방송사 | 최초 오보시간 | 오보 보도형식                | 최초 정정시간 |
| ------ | ------------- | ---------------------------- | ------------- |
| MBC    | 11:01         | 자막, 앵커코멘트, 기자리포트 | 11:24         |
| YTN    | 11:03         | 자막, 앵커코멘트             | 11:34         |
| 채널A  | 11:03         | 자막, 앵커코멘트             | 11:27         |
| 뉴스Y  | 11:06         | 자막, 앵커코멘트             | 11:50         |
| TV조선 | 11:06         | 자막, 앵커코멘트             | 11:31         |
| SBS    | 11:07         | 자막, 앵커코멘트, 기자리포트 | 11:19         |
| MBN    | 11:08         | 자막, 앵커코멘트             | 11:27         |
| KBS    | 11:26         | 자막, 앵커코멘트, 기자리포트 | 11:33         |

- 대안언론의 현장 생중계

보도와 방송을 겸하고 있는 인터넷 종합편성방송이자 대안방송국인 팩트TV와 뉴스타파 등 여러 대안매체들은 세월호 참사 당시 하루 종일 진도 팽목항 현장을 생중계하며 있는 그대로의 현장을 방송으로 내보냈다.

### '조세피난처의 한국인들' 프로젝트
한국의 대안언론 매체 뉴스타파와 ICIJ(국제탐사보도언론인협회)가 공동으로 취재한 프로젝트이다. ICIJ가 전 세계적 규모로 진행한 데이터 기반 탐사보도로 미국, 스페인, 독일, 코스타리카 등 여러 국가의 저널리스트들이 참여했다. 한국 언론으로는 유일하게 뉴스타파가 파트너로 참여했다. 이 프로젝트는 웹사이트에 데이터를 공개하고 클라우드 소싱 방식(시민참여 방식)으로 진행되었다. 데이터를 공개하면 데이터 베이스에 등장하는 사람이나 기업에 대한 정보를 가지고 있는 시민들이 직접 참여해 또 다른 정보를 수집하고 이를 취재에 활용하는 방식이다. 이들은 메일, 이미지, PDF, 워드 파일 등 여러 종류의 데이터가 섞여있는 비정형 데이터를 분석하여 각 국가에서 해외로 조세 납부를 도피한 이들을 밝혀내 명단을 공개했다.
뉴스타파에 따르면, ICIJ 데이터베이스 검색창에 특정 국가 이름을 넣으면 해당 국가를 주소지로 기재한 모든 사람과 그들이 만든 유령회사 이름을 찾아볼 수 있다. 또한 특정 인명을 입력하면 그 사람과 관련된 페이퍼컴퍼니의 설립시기, 설립 장소, 이사와 주주 명단, 중계업체, 주소 등의 정보를 확인할 수 있다.

## 사례

### 한국

#### 한국탐사저널리즘센터(KCIJ, 뉴스타파)
한국탐사저널리즘센터(KCIJ, 뉴스타파)는 2012년 1월 10일에 창립된, 해직 언론인들이 중심이 되고 언론 노조의 지원을 받아 만들어진 인터넷 독립 언론이자 비영리 탐사 언론기관이다. 2012년 1월 27일 첫 방송을 시작했다. 2013년 2월 13일, '뉴스답지 않은 뉴스'를 타파하겠다는 의미의 '뉴스타파'에서 '한국탐사저널리즘센터(KCIJ)'로 공식명칭을 변경했다. 성역 없이 언론 본연의 역할인 권력 감시와 국민의 알 권리 충족, 사회적 약자의 목소리를 대변하는 것을 지향한다. 뉴스타파는 광고를 하지 않으며 모든 제작비는 후원금으로 운영된다. 인터넷 매체로는 최초로 제 146회 이달의 PD상을 수상하였으며 제 24회 안종필 자유언론상, 제 11회 송건호 언론상, 2012 미디어공공성포럼 언론상, 2012 한국방송기자대상, 제 74회 이달의 방송기자상 등을 수상하였다.

#### 오마이뉴스(OhmyNews)
오마이뉴스(OhmyNews)는 2000년 2월 22일 오마이뉴스(주)에서 창간한 인터넷 종합 일간지로, 하루에 4번 이상 톱기사가 업데이트된다. 다른 신문과 달리 '모든 시민은 기자'라는 기치를 내걸고 기자에 의한 심층취재 뉴스와 일반 시민 기자에 의한 생활체험 뉴스를 함께 보도하며 기사의 형식과 내용을 파괴하였다는 특징을 보인다.
전문기자와 시민기자들에 의해 제작된 보도를 통해 오마이뉴스는 단시간내 사회의 영향력을 확대시킬 수 있었다.오마이뉴스는 2002년 노무현 대통령 당선 당시 큰 영향력의 주역으로 꼽히며, 2004년 노 대통령 탄핵 사태, 2008년 미국산 쇠고기 반대 촛불집회 등 주요 현안에 시민들의 정치참여의 장을 확대시켰다는 평가를 받는다.

#### 슬로우뉴스(slow news)
슬로우뉴스는 '상상과 감성과 이성이 조화롭게 공존하는 심표의 공간'을 모토로 빠른속도 속에서 잊혀진 것들을 천천히 되돌아보자는 뜻으로 만들어졌다. 17명의 다양한 사람들이 모여 편집팀을 구성하고 있으며 상호비판적협업의 모니터링 시스템을 실천하고 있다.2015년 9월기준으로 현재 연재되고 있는 연재물은 잊혀진 이슈들을 재조망하고 교훈을 얻는 '데자뷔', 로봇원리와 로봇뉴스를 제공하는 '로보틱스 서포트베이', 삶과 예술, 예술과 정치, 정치와 삶이 다 밀접한 관계가 있다고 생각하며 그 속의 사람들을 인터뷰하는 '설렌인터뷰', 좋은기사지만 큰 사건들에 묻혀 주목받지 못하였던 기사들을 다시 소개하는 '주간뉴스 큐레이션' 등이 있다.

#### 딴지일보
‘딴지 일보’는 1998년 7월 6일 대표자 김어준이 창간한 인터넷 신문이다. 비판하고자 하는 세상의 것들을 적절한 방법과 바른 방향으로 비판하는 것을 지향하고 있다. 풍자적 패러디를 통해서 사회 비판적인 요소들을 꼬집으며 독자들의 인기를 끌었다. 또한, 독자의 참여를 적극적으로 유도하며 자생적 공동체를 형성할 수 있었다.딴지일보는 독자들에게 열려 있어 딴지일보에서는 독자들 누구나 다 기자가 될 수 있기 때문에 독자들의 위한 게시판인 ‘독자투고’는 하루 평균 수천 건의 글이 올라오며 사이버 커뮤니티가 형성되고 있다. 딴지일보는 시사저널에서 실시한 1년 동안 가장 영향을 미친 언론매체 순위에서 인터넷 미디어 최초로 17위를 차지하기도 했다.

### 해외

#### 프로퍼블리카(Pro Publica)
프로퍼블리카는 미국의 비영리 탐사보도 언론 매체이다. '돈과 권력으로부터 독립'하여 공공의 이익을 위한 탐사보도를 지향한다. 월스트리트 저널 편집장을 지냈던 폴 스타이거, 뉴욕 타임스 탐사보도 전문기자 출신인 스티븐 엔절버그 등이 주축이 되고 캘리포니아 지역의 대부호 허버트 샌들러 부부가 만든 샌들러 재단의 지원을 받아 2007년 만들어진 프로퍼블리카는 온라인을 기반으로 운영되고 있다. 온라인 언론매체로는 최초로 2010년과 2011년 2년에 걸쳐 미국 퓰리처상을 수상했다.

#### 허핑턴포스트(THE HUFFINGTON POST)
허핑턴 포스트(The Huffington Post)는 2005년 5월 아리아나 허핑턴이 설립한 미국의 인터넷 신문이다. 다양한 칼럼니스트가 집필하는 블로그에서  정치, 미디어, 비즈니스, 엔터테인먼트, 생활, 환경 운동, 세계 뉴스 등 폭넓은 주제를 다루고 있다.
허핑턴 포스트는 온라인 매체로는 최초로 미국 국내뉴스 부문에서 퓰리처상(2012)를 수상했으며 창업자인 아리아나 허핑턴은 미디어 판도를 바꾼 세계의 영향력있는 비즈니스 미디어 인터넷 창업자로 타임지에서 두 번이나 선출되었다.
허핑턴포스트가 가진 다른 언론사들과 다른 차이점은 ‘언론’이 아니라 포털사이트 같은 뉴스 유통 플랫폼이라는 점이다. 계약을 맺은 언론사들의 기사를 선별해 내보내고, 사회적으로 영향력 있는 인사나 필자의 글을 활용해 광고수익을 올리는 형태로 운영되기 때문에 허핑턴포스트에는 ‘기자'대신 모두 ‘에디터’다.

#### 가디언(The Guardian)
가디언은 영국을 대표하는 <데일리익스프레스(The Daily Express)>, <파이낸셜타임즈(Financial Times)>,<인디펜던트(The Independent)>, <데일리메일(The Daily Mail)>,<메트로(Metro)>, <미러(Mirror)>, <모닝스타(The Morning Star)>, <스타(The Star)>, <텔리그라프(The Telegraph)>, <타임즈(The Times)> 등 수많은 언론 중 하나이며 진보성향을 가지고있다. 가디언은 1821년 창간되었으며 1959년까지는 < The Manchester Guardian> 이라고 불렸다.가디언지는 특히 젊은 층에서 그 인기가 대단하며 사회주의적 성향 또한 분명하다. 다른 신문들과 다르게 디자인과 내용이 신선하다는 특색을 가지고 있다.

#### 텍사스 트리뷴(The Texas Tribune)
2009년에 창간된 텍사스 트리뷴은 비영리 지역언론이자 온라인 신문이다. 존 서튼(John Thornton),에반 스미스(Evan Smith),로스 램지(Ross Ramsey)에 의해 공동 창립되었다.텍사스 트리뷴은 데이터 저널리즘을 기반으로 운영된다. 텍사스 트리뷴의 기자들은 모두 데이터를 다룰 줄 알아야 한다는 철학 아래 기자들에게도 데이터 전문 교육을 실시하고 있다. 텍사스 트리뷴은 비정파를 선언해 특정 정당을 지지하지 않는 한편, 텍사스 주의 정부와 정치인을 독시하는 역할을 행했다.

## 같이 보기
- 대안우파
- 회색 문헌
- 가짜뉴스
- 사미즈다트